# VK Mornar
El VK Mornar (Vaterpolski klub Mornar) és un club de waterpolo de la ciutat de Split, a Croàcia.
Fundat el 1949 amb el nom de Plivačko-vaterpolski klub Mornar va tenir la seva edat d'or entre 1950 i 1961, quan va guanyar 5 vegades la Lliga Iugoslava. El 1987 va guanyar la Recopa d'Europa contra el CN Catalunya.

## Palmarès
- Recopa d'Europa
  - Campions (1): 1986-87
- Supercopa d'Europa
  - Finalistes (1): 1987
- Lliga iugoslava
  - Campions (5): 1952, 1953, 1955, 1956, 1961